# High Velocity Aircraft Rocket

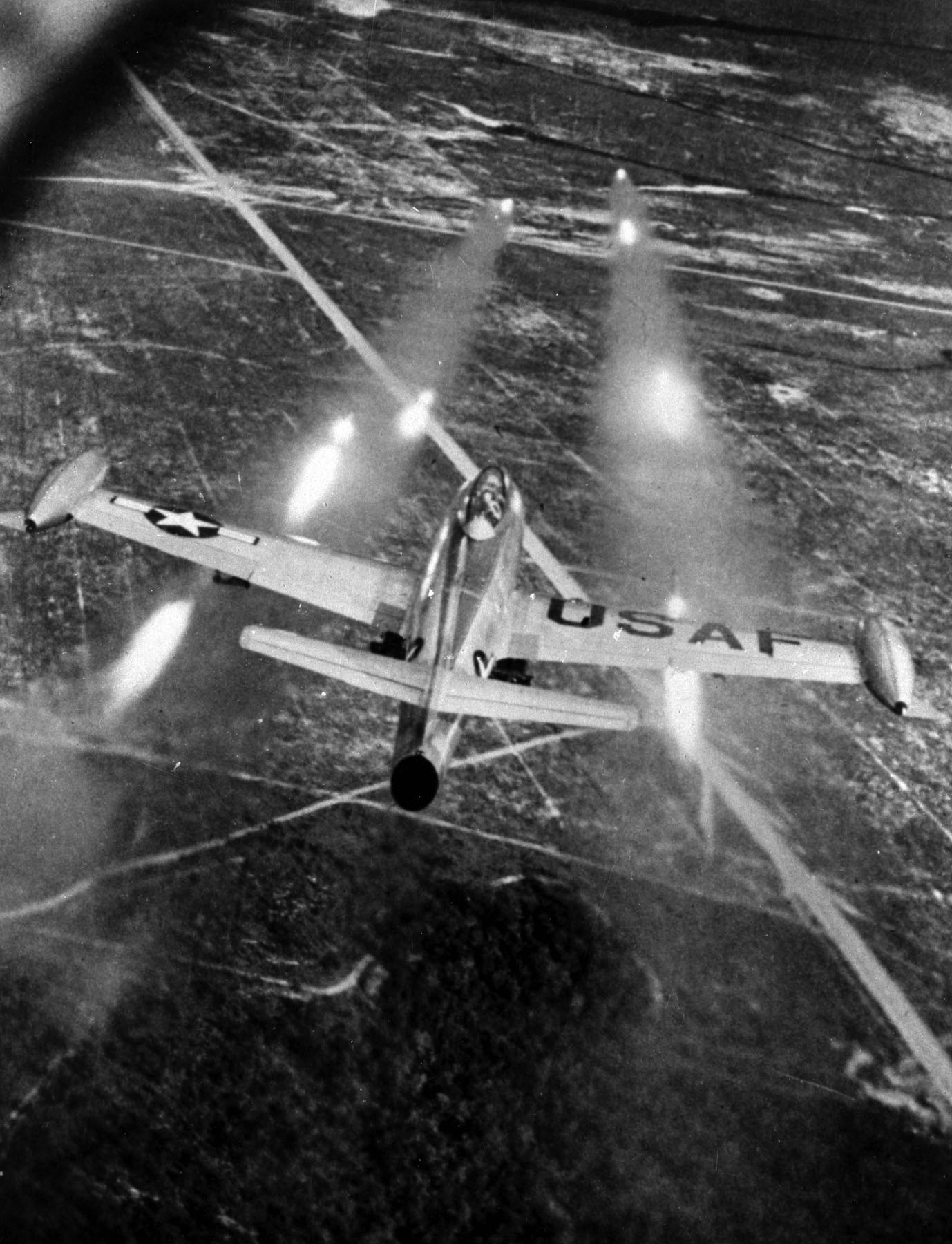
Un caccia F-84 lancia degli High Velocity Aircraft Rockets

High Velocity Aircraft Rockets, chiamati anche HVAR oppure Holy Moses sono dei razzi aviolanciati sviluppati dagli Stati Uniti tra gli anni '40 e '50. 
Il suo primo utilizzo avvenne nel luglio 1944 in Francia.
Vennero utilizzati principalmente come razzi aria-superficie, divenendo molto apprezzati per la loro potenza e la loro precisione. Vennero ampiamente impiegati inizialmente durante la seconda guerra mondiale per attaccare bersagli a terra, per poi venire usati anche durante la guerra di Corea.